# Андрейивановит
Андрейиванови́т (англ. Andreyivanovite) — минерал, обнаруженный в метеорите Кайдун и официально признанный Комиссией по новым минералам и названиям минералов (КНМНМ) Международной минералогической ассоциации (IMA) новым минералом в 2006 году.
Химическая формула — FeCrP.
Андрейивановит был обнаружен как вторичный минерал в виде обособленных линейно расположенных зёрен размером до 8 мкм, в прожилке змеевика в метеорите Кайдун (Йемен), в ассоциации с флоренскиитом (FeTiP) и Fe-Ni-Cr -сульфидами.

## Название
Назван в честь доктора геолого-минералогических наук Андрея Валерьевича Иванова, долгое время изучавшего метеорит Кайдун.

## Кристаллографические свойства
Точечная группа mmm (2/m 2/m 2/m) — Dipyramidal
Пространственная группа Pnma (P21/n 21/m 21/a)
Сингония — Ромбическая (орторомбическая)
Параметры ячейки a = 5.833Å, b = 3.569Å, c = 6.658Å
Отношение a: b:c = 1.634 : 1 : 1.866
Объём элементарной ячейки V 138.61 Å³ (рассчитано по параметрам элементарной ячейки)